# Тукулани

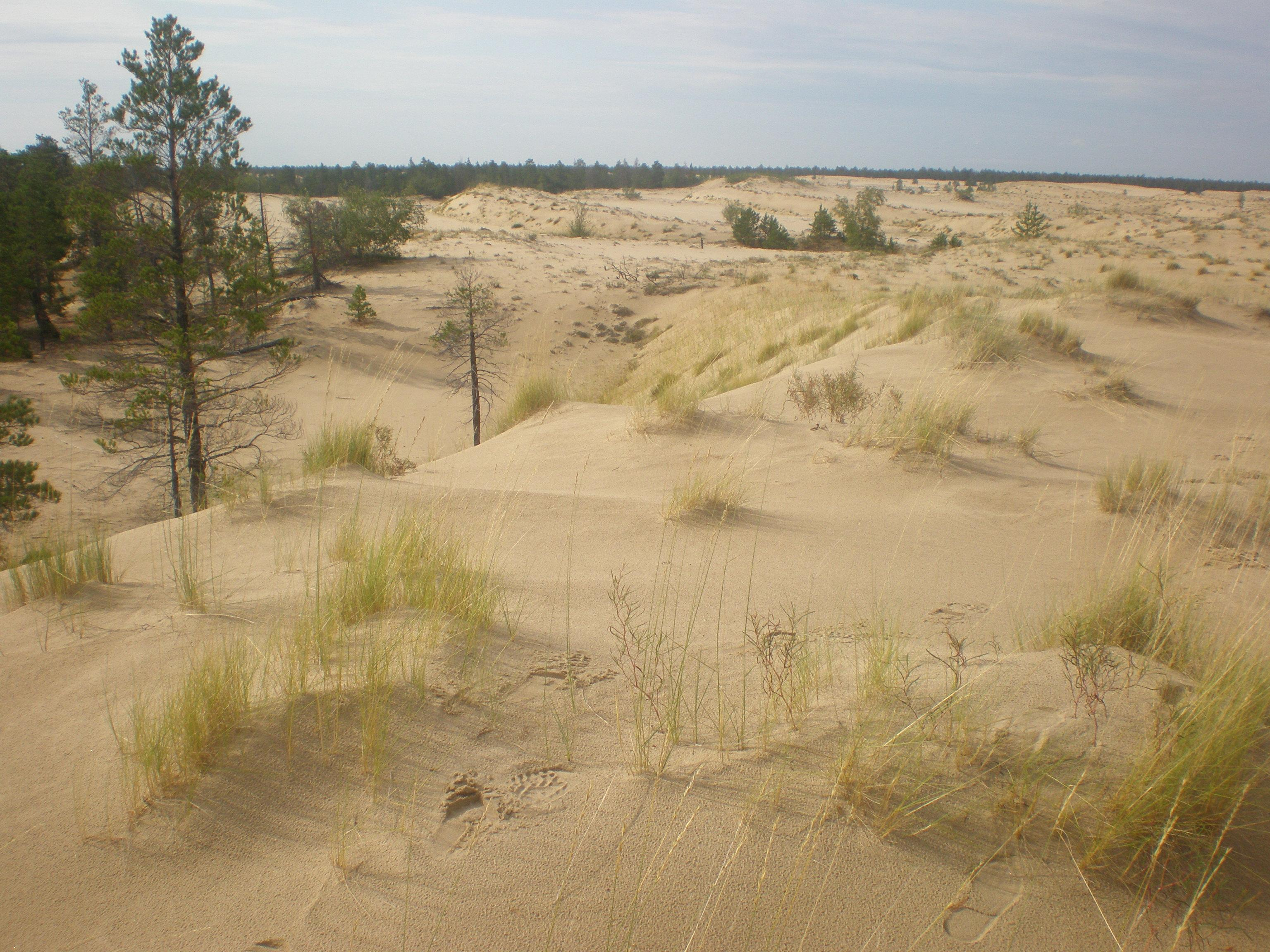
Тукулани, Якутія

Тукулани (якут. тукулаан — «відкрите місце, занесене піском», евенк. тукала — «пісок», тукалаг — «піщана коса») — розвівані піщані дюни, що зовні нагадують бархани, розташовані в Якутії, в басейні річки Лена.
Являють собою параболічні накидні дюни. На відміну від барханів, роги яких спрямовані в бік подиху вітру, роги тукуланів відведені назад. Довжина тукуланів варіюється від декількох до 40 км.
Під впливом вітрів, що дмуть з боку Лени, піски зміщуються в напрямку від берега, підступаючи впритул до меж лісу і поглинаючи дерева. Засипані піском дерева відмирають, а через більш ніж 100 років сухі стовбури можуть показатися на іншій стороні тукулана.

## Історія вивчення
У наукових працях уперше описано в 1927 році експедицією дослідника Якутії Сергія Кузнєцова. Тоді ж опубліковано його статтю «Барханна область у Якутському краї». Також цю форму рельєфу досліджував академік Андрій Григор'єв. У 1935 році тукулани вивчав геоботанік. Проте спочатку вчені знали про ці утворення досить мало. Більш детальна інформація з'явилася у другій половині 1940-х років, коли тут була проведена аерофотозйомка. Тоді ж виявлено всі ділянки тукуланів.

## Походження
Про еолове походження тукуланів свідчить кругла форма піщинок, з яких складаються дюни, а також виявлена в них галька тригранної форми — дрейкантер або вітрогранник, що з'явилася, ймовірно, також під впливом вітру. За припущенням професора Бориса Федоровича, тукулани і їхні хвилі розташовані відповідно до рози вітрів регіону, що підтверджено супутниковими знімками і даними метеостанцій. Це свідчить про те, що роза вітрів тут не змінювалася з часу утворення перших тукуланів. За мінералогічним складом тукулани близькі до донних відкладів річки Вілюй.
Існує дві версії, що пояснюють походження тукуланів. Згідно з першою з них, тукулани — реліктові піски, що залишилися від давньої пустелі, яка існувала тут приблизно 20 тисяч років тому, в період плейстоцену, коли західна частина Верхоянського хребта зазнала зледеніння. Цю версію підтверджує те, що поряд з деякими тукуланами можна виявити подобу згладжених дюн, порослих тайгою, а також виявлені в пісках знахідки викопних тварин. Відповідно до іншої теорії, ці дюни могли з'явитися внаслідок великих пожеж, спричинених, можливо, й людським фактором. Внаслідок знищення рослинності оголялись відкладення піску, які майоріли під впливом вітру. Виділяють три етапи утворення тукуланів: тривале накопичення річкових піщаних відкладень, перевідкладення і перенесення цих пісків вітром і закріплення їх за допомогою рослинності.
На думку геологів, тукулани розташовані в місцях підняття земної кори.

## Природа
Природа тукуланів відрізняється від навколишньої природи тайги. Тут нижча вологість повітря, оскільки вода швидко просочується крізь пісок і не затримується там надовго. Взимку піщана земля промерзає менше, ніж навколишні глинисті ґрунти, а влітку багаторічна мерзлота, поширена тут повсюдно, відтає на більшу глибину.
На схилах тукуланів, що підступають до тайги, ростуть сосни. Також тут виявлено невластиву для цієї території рослину — кедровий сланець, який росте переважно у Верхоянських горах, що мають скельну будову. Також серед пісків можна зустріти невеликі острівці трав'янистої рослинності.
Біля підніжжя тукуланів мешкають білки та інші гризуни, які харчуються сосновими горіхами. На піщані дюни заходять численні звірі, наприклад, лисиці, а також ведмеді. На деревах, що ростуть біля підніжжя дюн, проживають сови та інші хижі птахи.
Поміж тукуланами зустрічається чимало прісноводних озер, багатих рибою. Цікаво, що в кожному конкретному озері переважає певний вид риби — найчастіше щука або карась.